# كفرحونة
كفرحونة هي إحدى القرى اللبنانية من قرى قضاء جزين في محافظة الجنوب.

## الموقع والجغرافيا
- تتراوح مستوى ارتفاعاتها ما بين ألف ومائة متر إلى ألف وأربعماية متر عن سطح البحر وهي على مسافة ثمانون كلم عن بيروت.
- مساحة اراضيها ألفان وثلاث مائة وأثنان وستون هكتار، تحتضنها الجبال من جهاتها الأربع.
- وكما تعتبر ثاني بلدة في لبنان بمخزونها الصخري أذ يقدر بملياري متر مكعب من الصخر

## الزراعات والأشجار
كفرحونة غنية في الينابيع وغابات الصنوبر والسنديان والملول، وزراعاتها أشجار مثمرة منها الكرمة والزيتنون والجوز والتفاح، عدد سكانها المسجلين ثمانية آلاف وخمس مائة نسمة
كفرحونة غنية بالغابات المعمرة والتي يتراوح عمرها إلى أكثر من 500 سنة ويفوق عددها المائتي ألف شجرة كما يوجد في كفرحونة بحيرة أصطناعية تعرف لدى العامة ببركة الجبور 

## أصل التسمية
كفر أحوني أصل الاسم لهذه البلدة في السريانية هي محلة الأخوة الصغار

## من علماء كفرحونة
- السيد إسماعيل بن علي العاملي الكفرحوني: أو إسماعيل بن محمد علي الكفرحوني، يروي عن العالمين حسن صاحب المعالم و محمد صاحب المدارك.[2]
- الشيخ أحمد بن علي بن سيف الدين العاملي الكفرحوني: له حواش على عدة كتب درس على صاحب المعالم وعلى الشيخ إسماعيل الكفرحوني.[3]